# Fiat Stilo
De Fiat Stilo is een auto in de compacte middenklasse (C-segment) van autofabrikant Fiat. De auto werd in 2001 geïntroduceerd als opvolger van de Fiat Bravo/Brava serie. In 2007 heeft de auto een opvolger gekregen, die vernoemd is naar zijn voorganger: Fiat Bravo.

## Achtergrond
De Fiat Stilo werd door Fiat ontwikkeld als opvolger van de Fiat Bravo/Brava serie, die in het eerste jaar van introductie in Nederland een marktaandeel van 1,19% wist te halen maar daarna gestaag aan populariteit verloor.
Met de Stilo wilde Fiat marktaandeel in de compacte middenklasse veroveren op de grote concurrenten, zoals de Volkswagen Golf, Opel Astra en Ford Focus. Om dit te bereiken werd een auto ontwikkeld op basis van de volgende uitgangspunten:
- Kenmerkend Italiaans design
- Hoog uitrustingsniveau
- Concurrerende prijsstelling

Fiat lijkt echter niet geslaagd te zijn in de gestelde doelstelling, getuige de tegenvallende verkoopcijfers in Europa. Alleen op de Italiaanse thuismarkt is de auto een succes en weet hij zijn concurrenten te verslaan. In 2002 weet Fiat 73.506 stuks te verkopen, goed voor een zevende plek in de algemene ranglijst. Het jaar erop verkoopt Fiat 71.106 Stilo's, goed voor de zesde positie (beide met 3,1 % marktaandeel) en was het model segment marktleider. De jaren erna nemen de verkopen van de Stilo echter sterk af. In Finland weet de Stilo in 2003 ook door te dringen tot de top 10.
In het topjaar 2002 worden er in Nederland 5.538 Fiat Stilo's op kenteken gezet, met een marktaandeel van 1,08% als gevolg. Hierna neemt het aantal registraties en het marktaandeel verder af.
Onderstaande tabel toont de verkoopcijfers van de Fiat Stilo en zijn voornaamste concurrenten, vanaf het jaar van introductie van de Stilo (2001).
| Registraties NL | Fiat Stilo | Volkswagen Golf | Opel Astra | Ford Focus |
| --------------- | ---------- | --------------- | ---------- | ---------- |
| 2001            | 472        | 25.290          | 21.809     | 19.751     |
| 2002            | 5.538      | 18.577          | 16.154     | 17.894     |
| 2003            | 4.615      | 13.635          | 13.146     | 12.976     |
| 2004            | 2.351      | 17.807          | 13.088     | 13.714     |
| 2005            | 1.374      | 11.745          | 14.521     | 12.661     |
| 2006            | 695        | 9.568           | 13.340     | 11.653     |

In Duitsland, het thuisland van de grote concurrentie, weet het model al helemaal geen potten te breken en is het een zeldzaamheid op de wegen.
Als oorzaken van de tegenvallende resultaten worden met name technische problemen in de eerste jaren na de introductie van het model genoemd, die het model een slechte naam bezorgden. Met name problemen aan de elektronica hebben de eerste series parten gespeeld. Daarnaast was niet iedereen gecharmeerd van het design. Het doet Duits-strak aan en ook het interieur lijkt ontworpen door Duitse tekenaars, een teleurstelling voor liefhebbers van karakteristiek Italiaans design. In autotests wist het model nooit echt boven de concurrentie uit te steken, waarbij met name het matige stuur- en rijgedrag werd veroordeeld. Tot slot kende het model een wat ongelukkige modelkeuze. De driedeurs was aantrekkelijk voor de sportieve rijder, echter ongeschikt als gezinsauto. De vijfdeurs daarentegen was de ideale gezinsauto voor wat betreft ruimte en handelbaarheid, echter het sportieve design ontbrak. Hiermee bood Fiat eigenlijk geen alternatief aan voor de jonge, sportief ingestelde huisvader, die een grote groep van kopers vormt in deze klasse.

## Uitvoeringen

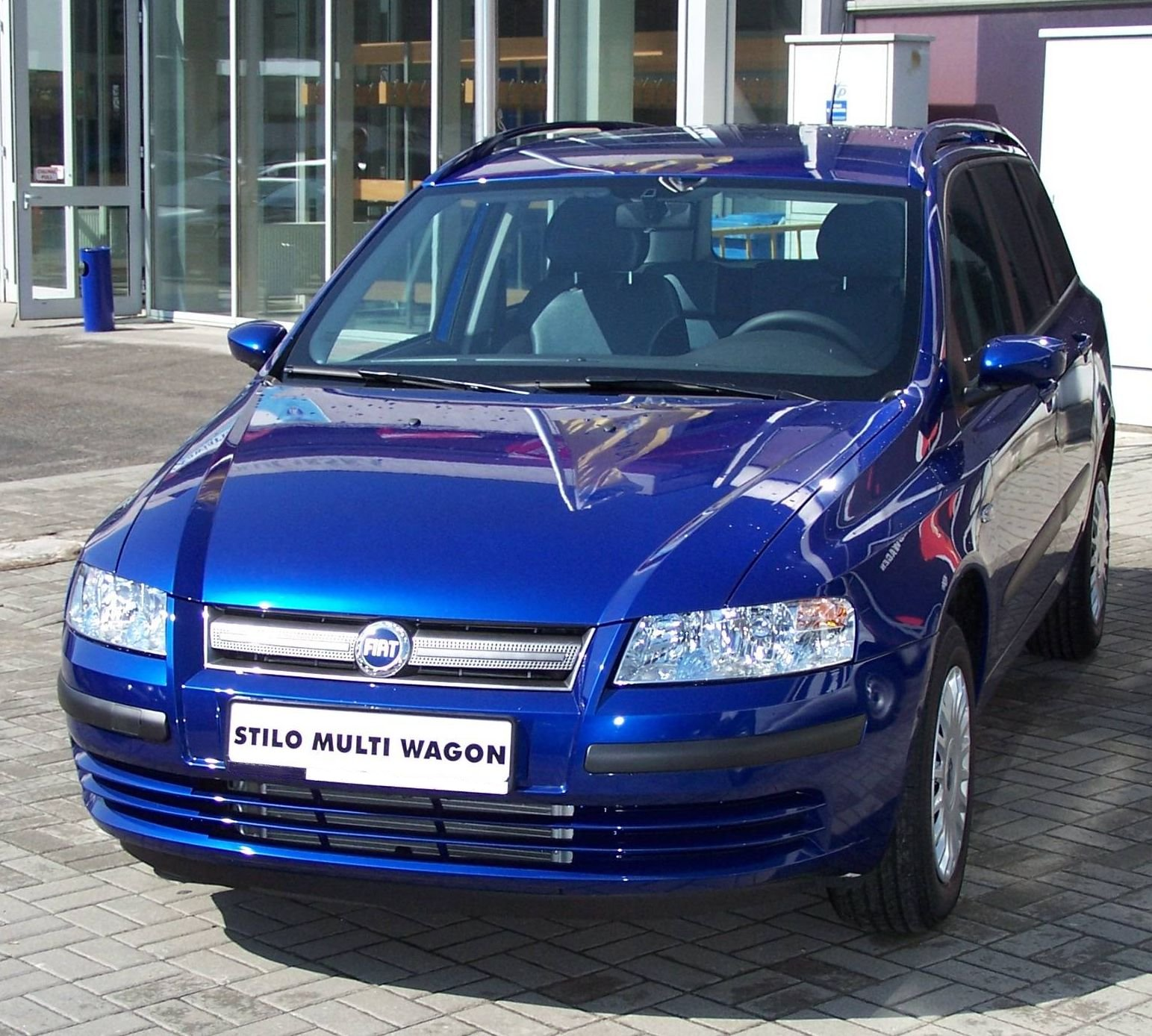
Fiat Stilo MultiWagon modeljaar 2007

De Fiat Stilo was leverbaar in de volgende uitvoeringen:
- driedeurs hatchback (2001-2007)
- vijfdeurs hatchback (2001-2007)
- vijfdeurs stationcar (MultiWagon, (2003-2008)

In tegenstelling tot de Fiat Bravo/Brava werd er bij de Fiat Stilo geen onderscheid gemaakt in de type-aanduidingen van de drie- en vijfdeurs uitvoeringen. Desondanks waren de beide modellen gebaseerd op verschillende ontwerp-filosofieën. De driedeurs heeft sportiviteit als uitgangspunt. Dit komt tot uiting in het coupé-achtig, laag maar brede uiterlijk. De vijfdeurs is ontworpen met gemak en comfort als uitgangspunt. Vergeleken met de driedeurs heeft de vijfdeurs uitvoering een hoger, bijna MPV-achtig, ingetogener uiterlijk. De verschillen uitten zich met name in de grotere binnenruimte, vooral achterin, voor de vijfdeurs uitvoering. Daarnaast had de vijfdeurs uitvoering een aantal voorzieningen, zoals een verschuifbare achterbank, die in de driedeurs uitvoering niet verkrijgbaar waren.
De Fiat Stilo MultiWagon is na de introductie van de Fiat Bravo, die in eerste instantie alleen als vijfdeurs hatchback verkrijgbaar is, nog steeds leverbaar in een beperkt aantal uitvoeringen.

## Motoren
De Fiat Stilo was in Nederland leverbaar met de volgende motoren en transmissies:
Benzine
- 1.2 16V (59 kW, 80 pk, 6 versnellingen) (2002-2004)
- 1.4 16V (70 kW, 95 pk, 6 versnellingen) (2004-2007)
- 1.6 16V (76 kW, 103 pk, 5 versnellingen) (2001-2006)
- 1.6 16V (77 kW, 105 pk, 5 versnellingen) (2006-2007)
- 1.8 16V (98 kW, 133 pk, 5 versnellingen) (2001-2006)
- 2.4 20V (125 kW, 170 pk, 5 versnellingen en Selespeed) (2001-2006)

Diesel
- 1.9 JTD 8V 80 (59 kW, 80 pk, 5 versnellingen) (2002-2005)
- 1.9 JTDm 8V 100 (74 kW, 100 pk, 5 versnellingen) (2005)
- 1.9 JTD 8V 115 (85 kW, 115 pk, 5 versnellingen) (2001-2005)
- 1.9 JTDm 8V 120 (88 kW, 120 pk, 5 versnellingen) (2005-2007)
- 1.9 JTDm 16V 140 (103 kW, 140 pk, 6 versnellingen) (2004-2005)
- 1.9 JTDm 16V 150 (110 kW, 150 pk, 6 versnellingen (2005-2007)

## Uitrustingsniveaus
Het model werd in Nederland geleverd in de volgende uitrustingsniveaus:
- Active (2001-2006, basisuitvoering)
- Edizione Cool (2007, als 1.4 16V benzine en 1.9 JTDm 8V 120 diesel)
- Edizione Lusso (2007, als MultiWagon 1.6 16V benzine en 1.9 JTDm 8V 120 diesel)
- Active Plus (2004-2005)
- Actual (2005-2006)
- Young (2005-2006, alleen leverbaar als benzine)
- Sporting (2004-2006, alleen leverbaar als benzine, niet als MultiWagon)
- Sport (2006-2007, niet als MultiWagon, vanaf 2007 alleen als 3-deurs diesel)
- Business Connect (2005-2006, alleen als diesel)
- Dynamic (2001-2007, aanvankelijk zowel diesel als benzine, in 2006 alleen als diesel, in 2007 alleen als 5-deurs en MultiWagon 1.6 16V benzine)
- Uproad (2005-2007, alleen als MultiWagon)
- Racing (2005-2007, aanvankelijk zowel diesel als benzine, vanaf 2006 alleen als benzine, niet als MultiWagon, vanaf 2007 alleen als driedeurs)
- Abarth 5M17 (2003-2006, alleen als 3-deurs 2.4 20V benzine)
- Abarth 5M(2003-2006, alleen als 3-deurs 2.4 20V benzine)
- Abarth Selespeed (2001-2006, alleen als 2.4 20V benzine, niet als MultiWagon, vanaf 2004 alleen als driedeurs)
- Abarth 6M16 (2004-2005, alleen als driedeurs 1.9 JTD 16V 140 diesel)
- Abarth 6M (2004-2005, alleen als driedeurs 1.9 JTD 16V 140 diesel)
- Emotion (2004-2005, alleen als 1.9 JTD 16V 140 diesel of als vijfdeurs 2.4 20V benzine)
- Schumacher Edition (2005-2006, alleen als driedeurs 2.4 20V benzine en 1.9 JTDm 16V 150 diesel)

## Fiat Stilo Abarth
De Abarth uitvoering van de Fiat Stilo verdient speciale aandacht. Het model werd geïntroduceerd als tegenhanger van de Volkswagen Golf GTi, waarbij niet alleen sportiviteit dit model kenmerken, maar ook comfort en luxe. Dit komt tot uiting in de rijke standaarduitrusting van dit topmodel van de serie, met onder andere:
- 2.4 20V 170 pk motor
- Selespeed semiautomatische vijfversnellingsbak, met bediening aan het stuur
- 16" lichtmetalen velgen, aanvankelijk in "chrome shadow" uitvoering
- Geïntegreerd ConnectNav+ navigatie- en multimediasysteem met 7"-kleurenscherm, GSM, cd-/mp3-speler, boordcomputer, bediening aan het stuur, voice-bediening en kleuren-display in het instrumentenpaneel
- Dual Zone climate control
- Lichtsensor
- Regensensor
- Parkeersensor

Deze standaarduitrusting staat bij de introductie in Nederland in 2001 voor €23.525  (oftewel Fl.51.842,28) in de prijslijsten. Vergelijkbare modellen van andere merken zijn zonder uitzondering duurder met een soberder uitrusting. Zo wordt de Ford Focus ST170, eveneens met een 170 pk motor, vanaf 2002 aangeboden voor 30.995 euro. De ST170 mist in de standaarduitrusting zaken zoals een geïntegreerde multimediasysteem, cruise control, climate control, en de semi-automatische versnellingsbak. Een deel van deze zaken is op de Focus niet eens als optie leverbaar.
Fiat weet de verkoopprijs van de Stilo Abarth lange tijd (tot en met modeljaar 2003) gelijk te houden, echter in de eerste jaren wordt de standaarduitrusting versobert. In de eerste jaren verdwijnen uit de specificaties:

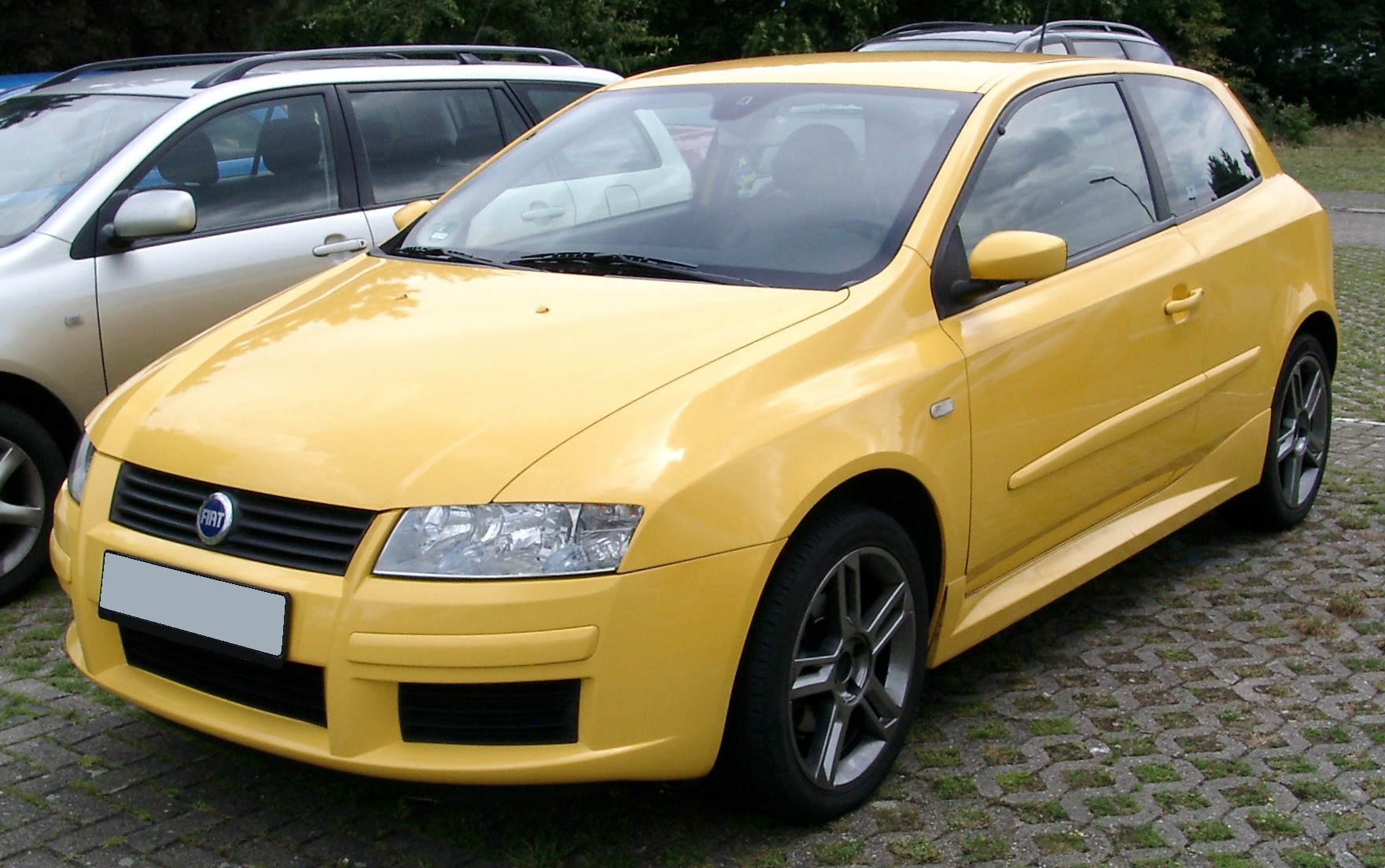
Een Fiat Stilo Abarth 3-deurs

- Kleuren-display in het instrumentenpaneel (wordt vervangen door het monochrome lcd-display uit de overige uitvoeringen)
- Chrome shadow lak op lichtmetalen velgen
- In hoogte verstelbare passagiersstoel
- Opberglade onder passagiersstoel
- 12V aansluiting in kofferruimte
- Compartimentverlichting met kaartleeslampjes voor achterbank
- Middenarmsteun in achterbank

In eerste instantie wordt de Abarth uitvoering uitsluitend aangeboden met de Selespeed sequentiële versnellingsbak. Aangezien "sportief" en "automaat" voor velen niet met elkaar te rijmen zijn, en de bak nogal traag lijkt te schakelen, komt Fiat in 2003 op verzoek met een Abarth uitvoering met handmatige bak: de Fiat Stilo Abarth 5M. Deze uitvoering is verder identiek aan de bestaande Abarth Selespeed. Daarnaast komt er een 5M17 uitvoering, die zich richt op sportiviteit en enkele luxe opties mist, zoals het ConnectNav+ navigatiesysteem. Wel kent deze uitvoering standaard 17" lichtmetalen velgen en side skirts. Door het ontbreken van extra's is de prijs 2.000 euro lager dan de allereerste versie.
Tot en met 2004 is er zowel een drie- als vijf-deurs Abarth verkrijgbaar. Vanaf modeljaar 2004 verandert de typenaam van de vijfdeurs uitvoering echter in "Emotion". Deze mist het Abarth-logo ontbreekt op de kofferklep. De MultiWagon is nooit als Abarth leverbaar geweest.
Vanaf modeljaar 2004 tot en met 2006 is er tevens een Abarth driedeurs met diesel-motor verkrijgbaar. Het uitrustingsniveau wordt gekoppeld aan de 1.9 JTD 16V 140 pk motor, en voorzien van een handmatige zesversnellingsbak.
In januari 2005 verliest de Abarth tijdelijk zijn status als topmodel in de Stilo serie, wanneer de Fiat Stilo 2.4 20v Schumacher Edition wordt geïntroduceerd. In feite is dit een Fiat Stilo Abarth Selespeed met standaard een aantal opties zoals een cd-wisselaar, 17" lichtmetalen velgen, side skirts en een andere voor- en achterbumper. De voor- en achterbumper en de side skirts komen bij Zender vandaan. Verder is deze uitvoering uitsluitend verkrijgbaar in "Ferrari-rood". Deze actie-uitvoering wordt tot en met april 2006 geproduceerd en kostte €30.195,- zonder extra opties.
Met ingang van modeljaar 2007 is de Abarth volledig uit het Fiat modelgamma verdwenen.

## Kleuren en bekledingen
De Fiat Stilo was bij zijn introductie leverbaar in de volgende kleuren:
Unikleuren:
- Titaanrood (rood)
- Wit (wit)
- Brem geel (kanariegeel)
- Indy groen (donkergroen)
- Sprint blauw (felblauw)
- Pitti blauw (donkerblauw)
- Zwart (zwart)

Metallic kleuren (optioneel):
- Scilla rood (donkerrood)
- Old Rose (bordeauxrood)
- Loden groen (donkergroen)
- Navy blauw (donkerblauw)
- Jet blauw (lichtblauw)
- Staal grijs (donkergrijs)
- Orion grijs (antraciet)
- Kristal groen (lichtgroen)
- Steen grijs (zilvergrijs)
- Moiré zwart (zwart)

Dit zijn de verkrijgbare bekledingen van de Stilo bij zijn introductie:
- Blauw of grijs 'Circe stof' (standaard op Active)
- Blauw of grijs 'Ercole velours' en beige of blauw 'vela velours' (standaard op Dynamic/Abarth vijfdeurs)
- Blauw of antraciet 'Ercole velours' en blauw en antraciet 'vega velours' (standaard op Dynamic/Abarth vijfdeurs)

Als optie op de Dynamic, Emotion en Abarth uitvoeringen was er lederenbekleding leverbaar:
- Beige leer
- Beige/noten leer
- Licht-/donkerblauw leer
- Antraciet leer

## Facelifts
Het model is gedurende zijn bestaan vrijwel onveranderd gebleven.
In de eerste jaren wordt er elk jaar, soms zelfs gedurende een modeljaar, aan de uitrustingsniveaus gesleuteld. Met name de Abarth uitvoering ziet in de eerste jaren een aantal elementen verdwijnen uit zijn standaarduitrusting.
In 2004 wordt een minimale facelift doorgevoerd. Voor het interieur worden vanaf dit modeljaar nieuwe bekledingsstoffen gebruikt. Verder wordt de instap-motor, een 1.2 liter 16V met 80 pk, vervangen door een zwaardere 1.4 liter 16V met 95 pk. Het diesel-gamma wordt aan de bovenkant uitgebreid met een 140 pk versie van de 1.9 JTD motor. Het uiterlijk van de Stilo wijzigt met deze facelift minimaal. De achterzijde van de vijfdeurs uitvoering wordt gewijzigd door de aparte units voor de mistlichten te integreren in de achterlicht-units. Bovendien wordt het rechthoekige Fiat-logo vervangen door de ronde uitvoering die al vanaf de introductie van het model op de voorgrille en stuur te vinden is. De wijzigingen bij de driedeurs uitvoering beperkt zich tot het veranderen van het logo op de kofferklep. Vreemd genoeg zal de MultiWagon het tot modeljaar 2006 met het oude logo moeten doen.
In 2006 volgt een ingrijpendere facelift, die nu ook het uiterlijk raakt. Meest in het oog springend is de nieuwe verchroomde voorgrille voor alle uitvoeringen. Verder worden er nieuwe lichtmetalen velgen en lakkleuren leverbaar. Voor het interieur worden zowel voor het dashboard als de bekleding nieuwe materialen gebruikt. Op motorisch gebied wordt de 1.6 16V 103 pk motor vervangen door een exemplaar van Opel, met 105 pk. De 140 pk uitvoering van de 1.9 JTD uitvoering is in 2005 al vervangen door een MultiJet I (JTDm) versie met 150 pk. Tevens wijzigt de standaarduitrusting van de verschillende uitrustingsniveaus. Verder worden er voor het interieur wederom nieuwe materialen gebruikt.